# De Bezige Bij
De Bezige Bij („albina ocupată”) este una dintre cele mai importante edituri literare din Țările de Jos.

## Istoric
Compania a fost înființată ilegal în 1943, în timpul ocupației germane a Țărilor de Jos de către Geert Lubberhuizen; primul material publicat a fost un poem scris de Jan Campert și intitulat De Achttien Dooden („Cei optsprezece morți”), care descrie execuția a 15 luptători din rezistență și a trei comuniști. Poemul a fost vândut pentru a strânge bani pentru copiii evrei care au fost plasați în familiile olandeze; când a fost publicat, în primăvara anului 1943, Campert murise deja în lagărul de concentrare Neuengamme. Atunci când ocupanții germani i-au ridicat pe studenți pentru a-i trimite în Arbeitseinsatz, Lubberhuizen s-a ascuns în podul chirurgului Maarten Vink și a condus tipografia de acolo.
Numele editurii este derivat dintr-unul din pseudonimele lui Lubberhuizen, „Bas”. După ce a semnat o notă, „Bas (ocupat)”, un vorbitor de limba engleză prieten a glumit: „Bas, busy as a bee can be”, ceea ce a condus la numele actual.
În 1997 De Bezige Bij a devenit parte a Weekbladpersgroep, deși a continuat să-și păstreze independența editorială și structura cooperativă.

## Scriitori
Printre scriitorii publicați de Bezige Bij se află:
- Remco Campert[7]
- Hugo Claus[8]
- Jan Cremer[9][10]
- Louis Ferron[11]
- W. F. Herman
- Harry Mulisch[12]
- Gerard Reve
- Jan Siebelink[13]
- Ruth Thomas
- Simon Vinkenoog[14]
- Tommy Wieringa
- Leon de Winter